# Не верь, что меня больше нет
«Не верь, что меня больше нет» — советский фильм 1975 года, снятый на киностудии «Грузия-фильм» режиссёром Караманом Мгеладзе.

## Сюжет
Спустя 30 лет после войны альпинисты находят в горах Кавказа на Марухском перевале, где шли бои, сумку с неотправленными солдатскими письмами, датированными 14 сентября 1942 года. Эти письма идут к адресатам — новеллы фильма рассказывают об этом. Виноградарь Михо получил письмо от погибшего брата Гоги… Спортивный комментатор Котэ получил письмо школьного друга Дато… Шофёр Гурам получил письмо от погибшего отца, в котором тот завещал позаботиться о семье погибшего однополчанина, и Гурам отправляется в Краснодарский край в поисках дочери друга отца Галины…

### Реальная основа
Поводом для сюжета стала реальная история — в 1960-х годах из-за таяния ледников на Марухском перевале были обнаружены останки солдат, организованы несколько поисковых экспедиций итоги которых составили документальную книгу 1966 года «Тайна Марухского перевала» В. Г. Гнеушева. Тогда действительно нашли письма 1942 года и активно вёлся поиск адресатов (при этом разыскивая адресата письма Тамару Ивченко нашли самого отправителя Артёма Иванченко — он выжил).
По состоянию на 2021 год поиск и обнаружение останков бойцов на перевале продолжается.

## В ролях
- Додо Абашидзе — Михо / пекарь Сандро
- Тенгиз Арчвадзе — Тенгиз, тренер по велоспорту
- Котэ Махарадзе — Котэ, футбольный комментатор
- Гурам Лордкипанидзе — Гурам, шофёр
- Лия Элиава — Лия, художница
- Людмила Полякова — Галина, председатель колхоза
- Лиа Капанадзе — Тамара, жена Тенгиза
- Тамаз Толорая — Нико, журналист
- Кукури Девдариани — Кукури, геолог
- Вано Сакварелидзе — Вано, провизор
- Гия Бадридзе — Гия Давидович, тренер по боксу
- Зураб Лаферадзе — Зураб, начальник карьера
- Сесилия Такаишвили — Ангелина
- Николай Погодин — Николай
- Тамара Твалиашвили — мать, получившая письмо
- Бухути Закариадзе — эпизод
- Борис Андроникашвили — эпизод
- Тенгиз Мирзашвили — эпизод
- и другие